# Trio pour piano et cordes no 2 de Brahms
Pour les articles homonymes, voir Trio pour piano et cordes.
Le Trio pour piano et cordes no 2 en ut majeur opus 87 est un trio pour piano, violon et violoncelle de Johannes Brahms. Composé entre mars 1880 et juin 1882, il fut créé le 29 décembre 1882 par des membres du Quatuor Joachim et le compositeur au piano, rejoué en janvier 1883 à Berlin et le 15 mars 1883 à Vienne par le Quatuor Hellmesberger.

## Analyse de l'œuvre
1. Allegro (à 
)
2. Andante con moto (en la mineur, à 
)
3. Scherzo (presto en ut majeur, à 
)
4. Allegro giocoso (en ut majeur, à )

- Durée d'exécution : vingt huit minutes.